# Fyre (Film)
Fyre ist ein US-amerikanischer Dokumentarfilm aus dem Jahr 2019, der bei Netflix veröffentlicht wurde. Der Film des Regisseurs und Drehbuchautors Chris Smith berichtet über das gescheiterte Fyre Festival und besonders dessen Organisator Billy McFarland.

## Inhalt
Der Film zeichnet die Vorbereitungen für das Fyre Festival nach, das 2017 stattfinden sollte, beginnend mit dessen Promotion 2016. Der Jungunternehmer Billy McFarland, der mit der erfolgreichen Vermarktung einer exklusiven Kreditkarte auf sich aufmerksam gemacht hatte, gründete den Dienst Fyre, der Prominente für Veranstaltungen vermittelte. Zusammen mit dem Rapper Ja Rule bewarb McFarland dann die Idee eines Festivals, das den Dienst bekannter machen sollte. Das Festival wurde mit Influencern als besonders exklusiv und luxuriös beworben und sollte auf einer privaten Insel auf den Bahamas stattfinden. Der Film lässt mehrere Beteiligte an der Organisation und aus dem Unternehmen Fyre zu Wort kommen und erzählt von etlichen Problemen, die bei den Vorbereitungen aufkamen und den unerfüllbaren Versprechungen, die den Festivalbesuchern gemacht wurden. Befragt wurden auch Menschen, die auf den Bahamas für Aufbau und Verpflegung verantwortlich waren. Demnach hatten alle Beteiligten das Vertrauen in McFarland, das Vorhaben werde gelingen. Schließlich wurde ein improvisiertes, unzureichend ausgestattetes Festivalgelände auf Brachflächen auf Exuma hergerichtet, das zudem von einem Sturm unbewohnbar gemacht wurde. Die angereisten Gäste konnten nicht ausreichend versorgt werden, die Anreise war nicht organisiert und schließlich brach Chaos auf dem Gelände aus. Das Festival wurde abgebrochen und keiner der daran Beteiligten bezahlt. Der Film erzählt weiter, wie McFarland untertaucht und dann die erlangten Daten der betrogenen Festivalbesucher nutzt, um gefälschte Tickets für andere hochkarätige Veranstaltungen zu verkaufen. Schließlich wird er zu einer sechsjährigen Gefängnisstrafe verurteilt.

## Produktion und Veröffentlichung
Der Film entstand unter der Regie und nach einem Drehbuch von Chris Smith bei Library Films und Vice Studios. Coproduzenten waren außerdem Jerry Media, die Agentur die auch für das Fyre Festival geworben hatte, und Matte Projects, die bereits an Filmarbeiten für die Festivalwerbung beteiligt waren. Beide Unternehmen konnten Filmmaterial aus der Zeit der Festivalvorbereitung und der Werbung zur Verfügung stellen. Smith fungierte neben Danny Gabai und Mick Purzycki auch als Produzent. Für die Kameraführung waren Jake Burghart, Cory Fraiman-Lott und Henry Zaballos verantwortlich und der Schnitt lag bei Jon Karmen und Daniel Koehler. Die Musik komponierte Jason Hill.
Der Film wurde am 18. Januar 2019 bei Netflix per Streaming veröffentlicht. Nur wenige Tage zuvor brachte der Konkurrenz-Dienst Hulu ebenfalls eine Dokumentation über das Festival unter dem Titel Fyre Fraud heraus, die sich jedoch mehr mit dem Marketing des Festivals und den Festivalbesuchern beschäftigt und warum diese viel Geld für das Festival zahlten, ohne zu wissen was sie bekommen.

## Rezeption
Von Hulu wurde Netflix beziehungsweise die Produzenten des Films dafür kritisiert, mit der Werbeagentur Jerry Media zusammenzuarbeiten. Da diese auch für das Festival geworben hatte und damit für dessen Scheitern und den Betrug mit verantwortlich sei, würde auch der Film die Geschichte des Festivals nicht unbefangen erzählen und sei von der Agentur beeinflusst. Auch in Medienberichten wurde diese Kritik übernommen und um die Beteiligung von Matte Projects ausgeweitet. Es wurde der Verdacht geäußert, die Firmen hätten ihre Verantwortung in der Dokumentation heruntergespielt und dabei anderen zugeschoben. Denn insbesondere die Werbeagentur hätte erheblichen Anteil daran gehabt, dass so viele Tickets verkauft wurden und der Betrug funktionieren konnte. Nach Veröffentlichung der Dokumentation geriet Jerry Media außerdem in die Kritik von Influencern, deren Bilder sie auf Instagram ohne Zustimmung verwendet hätten. Viele der Postings wurden daraufhin von Jerry Media gelöscht.